# Kolpos Elefsinas
Kolpos Elefsinas (gr. Κόλπος Ελευσίνας, trl. Kólpos Eleysínas, trb. Kolpos Elefsinas) – zatoka pomiędzy kontynentem a północnym wybrzeżem greckiej wyspy Salamina, cieśninami połączona od wschodu i od zachodu z Zatoką Sarońską. Szacunkowa długość ze wschodu na zachód wynosi 10 km, w linii prostej (niemniej tory wodne są znacznie dłuższe) i około 4 km z północy na południe. W bezpośredniej bliskości jej brzegów rozmieszczono: dużą bazę marynarki wojennej, trzy lotniska wojskowe i wojskowo-cywilne, dwie rafinerie ropy naftowej, o łącznej mocy przerobowej 12 mln ton ropy, należące do największej w Grecji grupy Ellinika Petrelaia, główne greckie zespoły stoczniowe (cywilne i militarne), duże zakłady metalurgiczne, zespół cementowni, liczne porty dalekomorskie, w tym dwa gazoporty, liczne zespoły magazynowe produktów ropopochodnych i gazu, cywilne i militarne, główne działające w Grecji firmy logistyczne i znaczną liczbę mniejszych zakładów przemysłowych.
Zatoka służy też za największe w Grecji, długoterminowe kotwicowisko jednostek marynarki handlowej. Przecinają ją dwie linie promowe, z małymi jednostkami, o znacznej częstotliwości kursowania, obie na wyspę Salamina. Wzdłuż północnego brzegu biegną, kolejno dwie autostrady i równolegle drogowa trasa ekspresowa, z węzłem tych dróg w Eleusis. Równolegle do autostrady Attiki Odos, następnie do Autostrady Olympia Odos, biegnie wybudowana od nowa w XXI w. linia kolejowa, obsługiwana m.in. pociągami podmiejskimi Proastiakos.
Nad zatoką leżą główne miasta wysoko uprzemysłowione i portowe: Salamina (ważna z uwagi na dużą, morską bazę wojskową), Drapetsona (faktycznie stanowiąca część miejskiego zespołu Pireusu), Aspropirgos i Eleusis, nieco mniejszych miejscowości, część z nich o charakterze rekreacyjnym. Bezpośrednio nad zatoką działają placówki szkolnictwa wojskowego, z najsłynniejszym z nich: centrum szkolenia sił specjalnych.